# Vince Chong
Vincent Chong Ying-Cern  (chino: 张英胜, chino: 张英胜, pinyin: Zhang Yīngshèng) (Kuala Lumpur; 30 de septiembre de 1979), internacionalmente conocido por su nombre artístico como Vince, es actor y cantante malayo, reconocido como la estrella de televisión como uno de los primeros de Malasia de Akademi Fantasia. Chong es muy popular como cantante y también como compositor de R & B. Su mayor popularidad a nivel internacional después de que se asoció con Nikki Gil y Alicia Pan para grabar el tema musical para la High School Musical, Breaking Free (versión asiática).

## Discografía

### Álbumes
| Fecha de lanzamiento                       | Título                                        | Single(s)                                                    |
| ------------------------------------------ | --------------------------------------------- | ------------------------------------------------------------ |
| 2004 EMI Malaysia                          | Vince                                         | - Mengapa Harus Cinta - Andai Kau Mengerti - Killer Smile    |
| 2004 SRC Malaysia/EMI Malaysia             | Puteri Gunung Ledang Soundtrack               | - Keranamu Kekasih                                           |
| 2006 EMI Malaysia                          | janji Vince                                   | - Janji janji - Cinta Cinta Cinta - 3 words - Berkobar-kobar |
| 2006 Walt Disney Records Asia/EMI Malaysia | High School Musical (Asian Version)           | - Breaking Free                                              |
| 2007 EMI Malaysia                          | Percayalah Sayang                             | - Percayalah Sayang - Tuhan Tolonglah                        |
| 2007 Walt Disney Records Asia/EMI Malaysia | High School Musical 2 (Malaysia Distribution) | - You Are The Music In Me - Kau Muzik Di Hatiku              |
| 2010 New Southern Records (NSR) Malaysia   | Kronologi Cinta (Malaysia Distribution)       | - Biarkan                                                    |

### Televisión
| Año      | Título                               | Personaje                                                                            |
| 2007 eve | Night of Soulful Stars               | Teamed up with Taufik Batisah, Mia Palencia, Ning Baizura                            |
| 2007     | High School Musical Around the World | Host                                                                                 |
| 2006     | Malaysia National Anthem             | Teamed up with Syafinaz Selamat, Dayang Nurfaizah, Reshmonu, Ning Baizura and Hazami |
| 2006     | Hitz.tv Top 30                       | Guest artiste with Rueben and Marsha Londoh                                          |
| 2006     | Hitz.tv amplified                    | Teamed up with Rueben and Marsha Londoh                                              |
| 2006     | Jalan Jalan Cari makan               | Guest appearance                                                                     |
| 2006     | Hitz.tv amplified                    | Himself                                                                              |
| 2006     | Zoom In RTM1                         | Host/Himself                                                                         |
| 2005     | Macam-Macam Aznil                    | Talkshow guest with Ziana Zain                                                       |
| 2004     | RTM 2 Gong Xi fa Chai                | Guest artiste                                                                        |
| 2004     | Dari Studio 1                        | Host/Himself                                                                         |
| 2004     | MTV                                  | Interviewing Kelly Clarkson                                                          |
| 2003     | Rumah Terbuka Anita Sarawak          | Guest Actor                                                                          |
| 2003     | Hiburan Minggu ini= Siti Nurhaliza   | Guest artiste                                                                        |
| 2003     | Rumah Terbuka Akademi Fantasia       | All 12 AF students                                                                   |

### Películas
| Año  | Título       | Personaje |
| 2005 | Sembilu 2005 | Main Role |

### Teatro
| Año  | Título       | Personaje |
| 2007 | Frogway 2007 | Main Role |